# Oligofrenia
Oligofrenia (do grego ὀλίγος, "pouco” e  -ϕρενία, do tema de ϕρήν, ϕρενός, "mente") designa a gama de casos em que há um déficit de inteligência no ser humano, compondo a chamada erroneamente de tríade oligofrênica: debilidade, imbecilidade e idiotia, portanto, o termo não é adequado para denominar portadores de condições neurológicas.
Organismos internacionais e associações de pessoas com deficiência, como a APAE, UNICEF, têm recomendado a utilização de termos como "portadores de necessidades especiais", "excepcionais", entre outros, no lugar de expressões como cretino, idiota, imbecil que, apesar de termos científicos oriundos do início da história da medicina, ao longo do tempo adquiriram um sentido conotativo de ofensa que dificulta sua inclusão social. Por outro lado, sua utilização foi um grande avanço para a época em substituição da crença de indivíduos amaldiçoados ou possuídos pelo demônio.

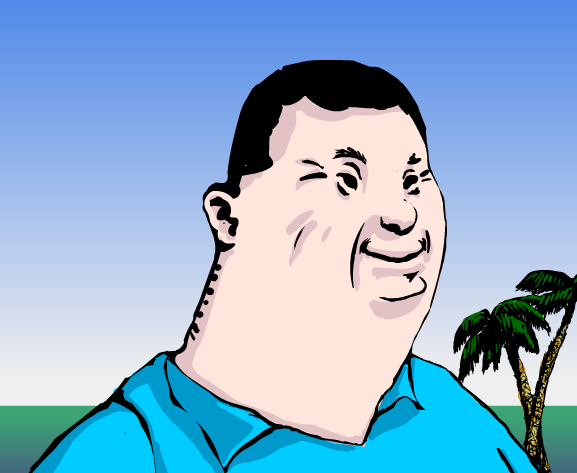
A síndrome de Down, um dos casos clínicos de oligofrenia

## Caracterização
A oligofrenia constitui os casos em que a capacidade cognitiva do indivíduo - medida pelo chamado quociente de inteligência (Q.I.) é inferior a 90 pontos. Tem-se como grau de normalidade intelectual os graus de 91 a 110 (com cerca de 68% da população), acima do qual encontram-se os indivíduos com desempenho intelectual acima da média da população.
Sua manifestação é precoce: o bebê tem dificuldades para mamar, manifestações intempestivas e injustificáveis de gritos e choro, fisionomia apática, movimentos lentos e difíceis, considerável retardamento no aprendizado de caminhar e da fala - quando o consegue - e, mais tarde, a incapacidade de raciocínio

## Tríade oligofrênica
O déficit intelectual divide-se em três subgrupos:

### Oligofrênicos suaves
Grau leve da oligofrenia, a debilidade mental abarca as inteligências limítrofes à normalidade, sem grandes prejuízos para a capacidade socializante dos portadores. A capacidade cognitiva permite, por exemplo, o aprendizado da leitura e escrita.

### Oligofrênicos moderados
Também chamado Imbecilidade é, na psiquiatria, o grau intermediário da tríade oligofrênica. Imbecilidade é um termo em desuso especialmente pela conotação ofensiva que adquiriu e vem sendo substituído por deficiência intelectual de grau moderado. Uma das mais antigas descrições clínicas da "Mentis Imbecillitas" foi realizada por Platero: Plaxeos tratactus (1609). A palavra latina imbecillus, significa fraco, ou mente fraca por derivação do seu uso na "clínica".
Segundo Ajuriaguerra os Imbecis apresentam uma idade mental correspondente a uma criança entre dois e sete anos e um Q.I entre 20 e 50. Nesta nomenclatura ainda utilizada e em caminho ao desuso, como referido, corresponde ao grau intermediário da tríade oligofrênica, o termo incluiu pessoas com um QI de 21–50, entre "Débil mental" (QI de 51–70) e "idiota ou retardado (QI de 0–20).

#### Demência moral
Alguns estudos, apesar de bastante controversos e contestados pelo que se sabe hoje da determinação psicossocial da agressão, associam esta condição clínica de múltipla etiologia à criminalidade. Um dos exemplos mais citados para contestar a inclinação hostil dos deficientes intelectuais é o caso da Síndrome de Down, cujos portadores se distinguem por sua disposição amável e raramente agressiva.
Apesar de ainda não haver consenso sobre a existência de genes para agressão e mesmo sobre doenças genéticas que possuam a agressividade
como característica patognomônica, a exemplo da Síndrome XYY e Epilepsia do lobo temporal, alguns autores tem proposto a categoria de imbecilidade mental e moral,  embora a condição de deficiência intelectual ou limitação de inteligência não se aplique a maioria dos portadores de transtorno de personalidade antissocial ou sociopatas conhecidos.
Os conceitos de "insanidade moral", "idiotice moral", e "imbecilidade moral", levou ao emergente e eticamente discutível, campo da criminologia eugênica, que considerou que o crime pode ser reduzida através da prevenção de pessoas com "mente fraca" de se reproduzirem.

### Oligofrênicos profundos
Grau máximo de oligofrenia. Os indivíduos portadores possuem o menor grau de desenvolvimento intelectual. A palavra idiota, do grego idiótes, referenciava-se originalmente apenas ao homem privado em oposição ao homem de Estado.  Segundo Ajuriaguerra refere-se a uma forma grave de dano cerebral que deixa o indivíduo com comportamentos equivalentes a o de uma criança com dois anos (idade mental), situando-se na escala de Q.I. com valores iguais ou inferiores a 20.

#### Caracterização
O idiota não desenvolve a fala, sendo incapaz de articular as palavras. É incapaz de assimilar noções de higiene pessoal ou mesmo de desenvolver o pudor. O termo é obsoleto contudo ainda se encontram alguns diagnósticos que utilizam essa expressão como a Idiotia Amaurótica Familial (Doença de Jansky-Bielschowsky ou a Lipofusinose neuronal ceróide) e Idiotia Amaurótica Infantil (Doença de Tay-Sachs ou Gangliosidose GM2) e a Idiotia Amaurótica Juvenil (Doença Vogt-Spielmeyer com acúmulo de lipofusina).
Uma das aproximações ao significado histórico dessa expressão pode ser avaliada no romance O Idiota de Fiódor Dostoiévski escrito entre os anos de 1867 e 1868 onde a idiotia está associada à epilepsia, ingenuidade e inadaptação social.

#### Gradação
Para Ajuriaguerra (o.c. p. 573) pode-se distinguir a idiotia completa e incompleta caracterizando uma forma onde predominam os automatismos típicos do neonato ou as formas onde se identifica a aquisição de determinados mecanismos elementares.
- O idiota completo, ou profundo ou ainda idiotia automático-reflexa de nível neonatal possui um sistema nervoso com desenvolvimento inferior ao de muitos animais, tais como répteis, com quem podem ser comparados em relação ao volume ou relação massa cerebral/massa corporal (índice de encefalização) e complexidade do sistema nervoso. Certas formas de agiria e lisencefalia e anencefalia poderiam ser comparados a diferentes estágios da evolução do sistema nervoso animal ou formas alternativas como a holoprosencefalia e ausência de corpo caloso comuns na esquizencefalia e outras síndromes que alteram o desenvolvimento do cérebro. Observe-se porém limita-se ao volume e forma do sistema nervoso pois os animais "equivalente" apresentam uma complexidade e organização de comportamento muito mais desenvolvida e adaptada ao seu ambiente.

O idiota completo apresenta portanto, uma capacidade intelectual infra-humana: não fala, nem compreende as palavras; tem seus instintos e capacidades vitais muito prejudicados aproximando-se dos estados comatosos. Situa-se o indivíduo em um nível protopático, com uma vida, ainda segundo Ajuriaguerra (o.c.), puramente vegetativa e de reatividades monótonas, uma vida oroalimentar, reagindo às aferências externas com sobressaltos, retração e atitudes de irritação, às vezes com aquietamento, acompanhada de um ligeiro relaxamento muscular.
- O idiota incompleto ou de segundo grau, aprende algumas palavras, desenvolvendo instintos como o de conservação e relações afetivas simples. Contudo muitos autores tem descrito nessas crianças uma sintomatologia de aspecto psicótico, catatônico, autístico com mutismo e modificações emocionais (fase de raiva e gritos) maneirismo postural etc. (Ajuriaguerra o.c. p. 574)

Em relação às medidas de habilidades humanas as escalas de inteligência são atualmente usadas na caracterização do Deficiência mental, associado ou não a outros distúrbios do comportamento como preconiza o CID 10ª revisão.

## Formas clínicas
A oligofrenia pode ser de três tipos:
- Oligofrenia microcefálica

Quando a circunferência craniana do indivíduo não excede a 46 centímetros. Pode ser causada por infecções virais (vírus da rubéola), exposição à radiação ionizante entre outras causas.
- Oligofrenia mongoloide

Mongolismo é um dos nomes da anomalia cromossômica do par 21 evitado por sua alusão à raça mongoloide.
- Oligofrenia difenilpiruvínica

Uma doença genética monogênica, caracterizada pelo defeito ou ausência da enzima fenilalanina hidroxilase bastante conhecida no Brasil por fazer parte do teste de triagem neonatal realizado pelo SUS - APAE conhecido como teste do pezinho.
- Cretinismo

Estado mórbido produzido pela ausência da glândula tireóide, ou pela insuficiência muito acentuada de funcionamento dela, possuindo o sentido pejorativo de: Lorpa, pacóvio, idiota.

## Classificação da Organização Mundial de Saúde
Retardo Mental (F70-F79)
Parada do desenvolvimento ou desenvolvimento incompleto do funcionamento intelectual, caracterizados essencialmente por um comprometimento, durante o período de desenvolvimento, das faculdades que determinam o nível global de inteligência, isto é, das funções cognitivas, de linguagem, da motricidade e do comportamento social. O retardo mental pode acompanhar outro transtorno mental ou físico, ou ocorrer de modo independente.
Distinguindo:
F70 - Retardo mental leve - Amplitude aproximada do QI entre 50 e 69 (em adultos idade mental de 9 a menos de 12 anos) corresponde a Oligofrenia leve.
F71 - Retardo mental moderado - Amplitude aproximada do QI entre 35 e 49 (em adultos, idade mental de 6 a menos de 9 anos) corresponde a Oligofrenia moderada.
F72 - Retardo mental grave - Amplitude aproximada de QI entre 20 e 34 (em adultos, idade mental de 3 a menos de 6 anos) corresponde a Oligofrenia grave.
F73 - Retardo mental profundo - QI abaixo de  20 (em adultos, idade mental abaixo de 3 anos) corresponde a Oligofrenia profunda.
A categoria de classificação como possui fins estatísticos ou seja de tabulação de prontuários médicos, atestados, declarações de óbito e a informação deste é imprecisa em comparação à clínica inclui as classes: F78 - Outro retardo mental e F79 Retardo metal não especificado. Na sinonímia de termos que orienta a inclusão nas classes o CID considera os termos, atraso mental, debilidade mental, fraqueza mental, oligofrenia e subnormalidade mental como equivalentes distinguindo apenas o correspondente à amplitude do QI: Leve, moderado, grave, e profundo. Utiliza ainda um quarto dígito após os caracteres de F70-F79 para indicar o comprometimento do comportamento adaptativo/emocional e necessidade de vigilância. Os distúrbios de aprendizagem tem uma categoria própria F81 - Transtornos específicos do desenvolvimento das habilidades escolares.
A Classificação Internacional das Doenças e e de Problemas relacionados à Saúde está na 10ª revisão e se iniciou em 1893 com a Classificação de Bertillon ou Lista Internacional de Causas de Morte. O propósito da CID é permitir a análise sistemática, a interpretação e a comparação dos dados de morbidade e mortalidade coletados nos diferentes países ou áreas em diferentes épocas.

## Classificação DSM
O Manual de Diagnóstico e Estatística das Perturbações Mentais é uma publicação da American Psychiatric Association, Washington D.C., sendo a sua 4ª edição conhecida pela designação “DSM-IV”. Este manual fornece critérios de diagnóstico para a generalidade das perturbações mentais, incluindo componentes descritivas, de diagnóstico e de tratamento, constituindo um instrumento de trabalho de referência para os profissionais da saúde mental.
No DSM a Oligofrenia é sinônimo de Deficiência ou Retardo Mental.

## Etiopatogenia
A oligofrenia são os casos de debilidade mental ocorridas nos primeiros momentos da vida (intrauterina ou no primeiro momento da extrauterina), quando ainda não houve o desenvolvimento das faculdades cognitivas, e pode decorrer, essencialmente, de dois fatores:
1. genético - quando o mal é herdado, como, por exemplo, na má conformação da massa encefálica;
2. ambiental - a capacidade cognitiva do indivíduo é prejudicada por alguma causa externa (hipoxias, infecções, traumas, intoxicações, etc.) que afete a área cerebral.

Por isto, a oligofrenia não é considerada, pela medicina, um mal em si mesma, mas sim um sintoma de outras doenças (males genéticos ou traumáticos).

### Etiologia
Dado que as causas podem ser intercorrentes na vida intrauterina, por lesões durante a expulsão da criança e aquelas que ocorrem antes do desenvolvimento total do intelecto, considera-se:
- Causas pré-natais:

Envolvem as causas genéticas (genes dominantes ou recessivos), comuns na consagüinidade, bem como decorrente de fatores tóxicos, problemas endócrinos (relativo ao mal-funcionamento das glândulas da gestante), traumáticos, nutricionais (como a desnutrição) e ainda infecciosos que tenham afetado o ovo, o embrião ou feto.
O alcoolismo dos genitores também pode ser causa da oligofrenia dos filhos.
- Causas durante o parto:

São geralmente decorrentes da demora que pode haver durante o parto normal (natural, vaginal), que provocam a diminuição da oxigenação (hipóxia) do nascituro - e que importam em responsabilidade obstétrica - assim como o mau uso do fórceps.
- Causas pós-natais:

Podem ser traumáticas, tóxicas e infecciosas (neste último, tem-se as meningoencefalites - infecção das meninges - a sífilis congênita, etc.)

## Oligofrenia e demência
A demência ocorre quando o indivíduo teve completo desenvolvimento de suas faculdades mentais, perdendo-as posteriormente - diferindo, portanto, da oligofrenia, em que a morbidez ocorre antes desse desenvolvimento.
Dada esta difereciação Esquirol dizia que o oligofrênico é o pobre que sempre o foi, ao passo em que o demente constitui-se no rico que empobreceu.

## Interesse legal
A incapacidade cognitiva da oligofrenia interessa ao Direito especialmente por seus efeitos nos seus dois grandes ramos:
1. Direito Civil - a oligofrenia é causa de incapacidade do indivíduo para gerir os atos da vida civil, podendo ensejar a tutela ou curatela, ou ainda a interdição.
2. Direito Penal - O oligofrênico não pode ser responsabilizado por seus atos. Tendo cometido algum delito, incorre na hipótese de inimputabilidade de pena.